# شون أونيل
شون أونيل (بالإنجليزية: Sean O'Neill)‏ (11 أبريل 1988 ببلفاست في المملكة المتحدة - ) هو لاعب كرة القدم الغالية ولاعب كرة قدم بريطاني في مركز حراسة المرمى. شارك مع منتخب أيرلندا الشمالية تحت 21 سنة لكرة القدم ومنتخب أيرلندا الشمالية تحت 23 سنة لكرة القدم. أما مع النوادي، فقد لعب مع نادي كروسيدرز وDungannon Swifts F.C. ‏ وAntrim Senior Football Team ‏ ونادي بيليمينا يونايتد.

## وصلات خارجية
- شون أونيل على موقع قاعدة بيانات كرة القدم.إي يو (الإنجليزية)
- شون أونيل على موقع Soccerway.com (الإنجليزية)